# Anthony Dowell
Anthony James Dowell (Londres, 16 de febrero de 1943) es un bailarín de ballet británico retirado y ex director artístico del The Royal Ballet. Es ampliamente reconocido como uno de los grandes danseurs nobles del siglo XX.

## Infancia y estudios
Comenzó su formación en danza en Londres en 1948, a la edad de cinco años. Su primera maestra de ballet fue June Hampshire, quien cuidó a su joven alumno y le inculcó la disciplina necesaria para los estudiantes serios de ballet. Cuando tenía diez años, se matriculó en la Escuela de ballet Sadler's Wells, entonces ubicada en Barons Court, y se embarcó en un curso de formación para jóvenes interesados en seguir una carrera en la danza. En 1955, la escuela se mudó a White Lodge, Richmond Park, y se convirtió en residencial, combinando educación general y entrenamiento de ballet. En 1956, cuando se otorgó una carta real al Sadler's Wells Ballet, la escuela pasó a llamarse Royal Ballet School. Dowell continuó su formación allí y se mudó a los estudios de Barons Court para los últimos tres años de su curso de estudio. Un estudiante destacado, bendecido con un físico perfectamente proporcionado y un temperamento compatible con los rigores del entrenamiento diario, desarrolló gradualmente una técnica clásica notable por su control seguro, pureza de línea y sensibilidad musical. Tras su graduación en 1960, ingresó de inmediato al Ballet de la Ópera de Covent Garden. Después de un año bailando con esta compañía, fue invitado a formar parte del Royal Ballet.

## Carrera
Entre los primeros en reconocer el potencial de Dowell estuvo el bailarín danés Erik Bruhn. Como coreógrafo invitado del Royal Ballet, le dio a Dowell una brillante variación de solista en su puesta en escena de 1962 del famoso pas de six del ballet Napoli de Auguste Bournonville. En 1964, Frederick Ashton, coreógrafo jefe de la compañía, lo eligió para el papel de Oberón en El sueño, un recuento de ballet de la obra El sueño de una noche de verano de William Shakespeare. Con su técnica de movimientos rápidos y ágiles y su línea impecable, Dowell hizo suyo el papel y se estableció en el nivel superior de los bailarines masculinos de la compañía. Bailando al ritmo de la melódica "Nocturne" de Felix Mendelssohn con Antoinette Sibley como Titania, dio los primeros pasos para formar lo que se convirtió en una duradera y legendaria asociación, ya que su apariencia esbelta y rubia y su pureza clásica encontraron un encontraron un eco sorprendente el uno en el otro. En 1965, Dowell participó en la elegante y serena obra Monotones de Ashton, y luego como el bullicioso Benvolio en la producción histórica de Kenneth MacMillan de Romeo y Julieta.
Cuando Dowell fue ascendido a bailarín principal en 1966, ya era la encarnación del estilo clásico inglés: fresco, lírico, aristocrático y sobrio. Si el papel de Oberon le había sacado una cualidad de glamour mágico, la experiencia de trabajar con Antony Tudor en 1967 en el papel principal de Shadowplay profundizó considerablemente su expresión dramática. Posteriormente interpretó papeles dramáticos en los ballets de Ashton, MacMillan y otros. Entre los más importantes estaban Troyte en Enigma Variations de Ashton (1968), Des Grieux en Manon de MacMillan (1974) y Beliaev en A Month in the Country de Ashton (1976). En el repertorio clásico, apareció en papeles principescos en Giselle, El lago de los cisnes, La bella durmiente y El cascanueces. Asumió papeles más alegres en La fille mal gardée, Jeu de cartes y Varii Capricci, con las que, en 1983, Ashton celebró su continua colaboración con Sibley. También fue elogiado por la pasión y la musicalidad que aportó a los papeles protagónicos en Cenicienta, Daphnis and Chloe y Symphonic Variations de Ashton, en Song of the Earth y Romeo y Julieta de MacMillan, en Dances at a Gathering e In the Night de Jerome Robbins, y en Agon de George Balanchine.
A principios de la década de 1970, comenzó a explorar actividades fuera del escenario del ballet. Probando suerte en el diseño de vestuario, creó ropa de escenario para él y Sibley en Meditation from Thaïs de Ashton y para otros bailarines en Pavane de MacMillan, en Tchaikovsky Pas de Deux y Symphony in C de Balanchine, y en Robbins's In the Night. También comenzó a buscar oportunidades más allá de Covent Garden. Entre 1978 y 1980 se ausentó del Royal Ballet para bailar como artista invitado en el American Ballet Theatre de Nueva York. Allí sumó a sus roles ya bailados el de Solor en La bayadera y Basilio en Don Quijote. Además de experimentar los desafíos de un nuevo repertorio, bailó con estrellas brillantes como Natalia Makarova en El lago de los cisnes y Gelsey Kirkland en Romeo y Julieta. Después de su retiro oficial del Royal Ballet en 1984, continuó haciendo apariciones ocasionales en danza hasta bien entrados los cincuenta, realizando papeles en Winter Dreams de MacMillan en 1991 y en la producción de Peter Wright de El cascanueces en 1999.

## Carrera administrativa
En 1984, fue nombrado asistente de Norman Morrice, director del Royal Ballet. Un año más tarde fue nombrado director adjunto y en 1986 ascendió al puesto de director artístico de la compañía. Durante su mandato, logró controlar la disminución de los estándares técnicos entre los solistas y el cuerpo de baile, y alentó y nutrió a muchos talentos de clase mundial, entre ellos Darcey Bussell, Jonathan Cope, Sylvie Guillem y Carlos Acosta. En 1987, su nueva producción El lago de los cisnes suscitó fuertes críticas tanto de la prensa como del público. Varios pasajes de danza tradicional, creados por Marius Petipa y Lev Ivanov para su reposición de 1885, fueron cortados, para disgusto de balletomanos. La coreografía adicional de Frederick Ashton y Rudolf Nureyev agregó cierto interés al desarrollo de la historia, pero no pudo compensar las omisiones de bailes muy queridos. Además, los cambios radicales en los escenarios y el vestuario, diseñados por Yolanda Sonnabend, provocaron murmullos entre los espectadores. Los vestuarios de los actos 1 y 3, ambientados en la opulencia de la Rusia de los Romanov en la década de 1890, estaban "engalanados con cintas y garabatos dorados", mientras que los de los actos 2 y 4 vestían a los cisnes con "vestidos de champán en lugar de prístinas plumas blancas". A pesar de estas características desagradables señaladas por sus detractores, la producción permaneció en el repertorio del Royal Ballet durante casi tres décadas.
La temporada siguiente, en 1988, Dowell persuadió a Ashton para que permitiera revivir a Ondine después de una ausencia del repertorio de más de veinte años. Maria Almeida fue elegida como Ondine, el papel estrenado en 1958 por Margot Fonteyn, y Dowell compartió el escenario con ella como Palemon, el papel estrenado originalmente por Michael Somes. La siguiente gran producción de Dowell de un ballet clásico fue La bella durmiente, en 1994. Concebida, dirigida y producida por él, fue protagonizada por Viviana Durante como la Princesa Aurora y presentó al propio Dowell en una brillante encarnación del mal como el hada malvada Carabosse. La producción no fue popular entre el público y se consideró un fracaso, en gran parte debido a los diseños irracionales y poco atractivos de Maria Björnson. Sin embargo, las críticas negativas de El lago de los cisnes y La bella durmiente no afectaron seriamente la reputación de Dowell, ya que todos los que trabajaron con él lo tenían en alta estima. En 2001, una actuación de gala que marcó su despedida de la Royal Opera House lo marcó el comienzo de su retiro en una andanada de flores y aclamaciones nostálgicas. A los cincuenta y ocho años, se había desempeñado quince años como director del Royal Ballet, y los asistentes al teatro británicos le rindieron un merecido homenaje por lo que había logrado en ese puesto, así como por su carrera escénica como uno de los más admirados y queridos bailarines en la historia de la compañía.
Después de dejar el cargo de director artístico de la compañía, realizó producciones de varias obras de su repertorio, en particular The Dream, que montó para el American Ballet Theatre, el Ballet West, el Joffrey Ballet, el Tokyo Ballet y el Dutch National Ballet. También apareció como narrador de la ópera-oratorio Edipo rey de Igor Stravinsky en el Metropolitan Opera House de Nueva York y para las producciones de Joffrey y Royal Ballet de A Wedding Bouquet de Ashton, hablando los versos de Gertrude Stein. Permanece activo como maestro invitado del Royal Ballet, como gobernador de la Royal Ballet School y como miembro de la Royal Academy of Dance y la Imperial Society of Teachers of Dancing.

## Premios y reconocimientos
En 1972, Dowell recibió el premio anual Dance Magazine Award por «el hombre cuyas contribuciones habían tenido un impacto duradero en el mundo de la danza». En 1973, en reconocimiento a sus servicios al ballet en el Reino Unido, fue nombrado Comandante de la Excelentísima Orden del Imperio Británico (CBE). Fue entonces el bailarín más joven en recibir tal honor. En 1995, recibió el Premio de la Coronación de la Reina Isabel II en 1994, el honor más alto otorgado por la Royal Academy of Dance, y, para coronar toda una vida de éxitos, fue nombrado Knight Bachelor. Al ser nombrado caballero por la reina en una ceremonia en el Palacio de Buckingham, tenía derecho a ser llamado Sir Anthony. En 2002, recibió el «Premio De Valois por Logros Sobresalientes en Danza», otorgado por el Círculo de Críticos Británicos en una celebración de los premios nacionales de danza del año anterior.

## Vida personal
Dowell siempre ha sido circunspecto sobre su sexualidad, pero es bien sabido que, poco después de graduarse de la Royal Ballet School en 1960, comenzó una relación romántica con Derek Rencher (1932-2014), un apuesto bailarín del Royal Ballet nueve años mayor que él. A menudo compartían el escenario de Covent Garden, ya que Rencher era un actor y bailarín de carácter poderoso y popular. Algún tiempo después de que terminara esa relación, Dowell conoció a Jay Jolley, un joven estadounidense que había bailado en el London Festival Ballet antes de ser invitado a unirse al Royal Ballet como bailarín principal. Dowell y Jolley formaron una relación más permanente, que se ha mantenido sólida y estable hasta el día de hoy. Jolley ahora se desempeña como asistente de dirección de la Royal Ballet School.
Cuando Frederick Ashton murió en 1988, dejó "todas las regalías y ganancias de mis derechos de autor" a un pequeño grupo de amigos. Los de El sueño y Un mes en el campo fueron legados a Anthony Dowell.